# Горбки
Горбки (укр. Горбки) — село в Королёвской поселковой общине Береговского района Закарпатской области Украины.
Население по переписи 2001 года составляло 615 человек. Почтовый индекс — 90336. Телефонный код — 03143. Занимает площадь 1162 км². Код КОАТУУ — 2121281903.